# Floris Michael Neusüss
Floris Michael Neusüss est un photographe allemand, né le 3 mars 1937 dans la ville allemande de Remscheid et mort le 1er avril 2020 à Cassel (Hesse).

## Biographie
Il a étudié la photographie à l'École des arts et métiers de Wuppertal, en Rhénanie-du-Nord-Westphalie avant de continuer ses études à l'École d'État bavaroise de Munich. Il finit sa formation aux côtés du photographe Heinz Hajek-Halke en 1960 à l'École supérieure des arts plastiques de Berlin. S'éloignant des chemins traditionnels dès 1957, il commence par réaliser des photogrammes et des photomontages.
Dans les années 1960, il développe les nudogrammes, des silhouettes de nus capturé sur du papier noir et blanc positif,. Il fera ensuite la même chose avec des personnes habillées grandeur nature. Toujours depuis le début des années 1970, Neusüss dirige la classe de photographie expérimentale de l'école des beaux-arts de Cassel. Il a également fondé à Cassel les éditions Fotoforum, qui est devenu un centre important pour la photographie conceptuelle et expérimentale en Allemagne, avec des expositions, des ateliers et des symposiums. En 1982 et 1985, il fait de grandes expositions sur la pollution qui suscitent de vives réactions. Au début des années 1980, il crée la série des Paysages artificiels, des travaux chimiques qui se rapprochent de l'art abstrait tout en ressemblant à des petits morceaux de paysage sur lesquels se dessine une ligne d'horizon.
À partir de 1984, il conçoit la série des Images nocturnes ("Nachtbilder"), des photographies arrangées la nuit, à l'air libre, hors de la chambre noire. Neusüss a toujours strictement séparé le photogramme en tant qu'image de contact de la photographie à la caméra. À travers ces travaux, Neusüss s'est affirmé comme étant un des chefs de file de la photographie expérimentale.